# Distrikt Huaccana
Der Distrikt Huaccana liegt in der Provinz Chincheros in der Region Apurímac in Zentral-Peru. Der Distrikt wurde am 12. Juni 1985 gegründet. Am 14. Juni 2016 wurde der westliche Distriktteil abgetrennt und bildet seither den neu gegründeten Distrikt Los Chankas.
Die Distriktfläche beträgt 335 km². Beim Zensus 2017 wurden 6979 Einwohner gezählt. Die Distriktverwaltung befindet sich in der auf einer Höhe von etwa 3075 m gelegenen Ortschaft Huaccana mit 1256 Einwohnern (Stand 2017). Huaccana liegt knapp 15 km nordnordöstlich der Provinzhauptstadt Chincheros.

## Geographische Lage
Der Distrikt Huaccana liegt im Andenhochland im Nordwesten der Provinz Chincheros. Der Río Pampas umfließt den Distrikt im Westen und Norden.
Der Distrikt Huaccana grenzt im Westen an die Distrikte Concepción (Provinz Vilcas Huamán), Los Chankas, Luis Carranza und Chilcas (die beiden letzten in der Provinz La Mar), im Norden an die Distrikte Anco und Chungui (beide in der Provinz La Mar) sowie im Südosten an die Distrikte Ongoy und Chincheros.